# Agathis smithii
Agathis smithii är en stekelart som först beskrevs av William Harris Ashmead 1894.  Agathis smithii ingår i släktet Agathis och familjen bracksteklar. Inga underarter finns listade i Catalogue of Life.